# Цорн, Эмма

## Биография
Эмма Амалия Цорн, урожденная Ламм (швед. Emma Amalia Zorn; 30 апреля 1860 года, Стокгольм – 4 января 1942, Мура, Даларна) – супруга художника Андерса Цорна. Ее отец – купец Мартин Ламм, мать – Генриетта Ламм (урожденная Мейерсон), старший брат – Герман Ламм. Семья имела еврейское происхождение.
В юные годы Эмма вместе с подругами собирались в квартире на Коммендорсгатан 21 (швед. Kommendörsgatan 21), чтобы послушать в узком кругу лекции Эллен Кей (швед. Ellen Karolina Sofia Key) о литературе и истории.
В 1881 году Эмма встретила художника Андерса Цорна, который должен был писать портрет ее племянника. 18 октября 1885 года состоялась свадьба Эммы и Андерса Цорна.
После нескольких лет путешествий чета Цорн в 1888 году обосновалась в Париже. Здесь Эмма проявила свой организаторский талант: именно она наладила контакты мужа с экспонентами, музеями, издателями и перевозчиками. В 1896 году Эмма и Андерс Цорн вернулись в Муру (Швеция). Среди гостей их дома были такие люди, как Эрик Аксель Карлфельдт (швед. Erik Axel Karlfeldt), Евгений Шведский, Альберт Энгстрём, Бруно Лильефорс (швед. Bruno Liljefors), а также супруги Карл и Карин Ларссон (швед. Carl, Karin Larsson).
Эмма Цорн занималась местными социально значимыми мероприятиями, поддерживала образовательные учреждения Муры. По инициативе Эммы Цорн в Муре был основан музей Цорна, торжественно открытый в 1939 году.
В Национальной портретной галерее (швед. Statens porträttsamling) в замке Грипсхольм (швед. Gripsholms slott) выставлен портрет Эммы Цорн работы Луиса Спарре (швед. Louis Sparre) (1923).